# 福井友信
福井 友信（ふくい とものぶ、1946年9月9日 - ）は、日本の俳優。東京都出身。エフ・エム・ジー所属。

## 出演作品

### 映画
- すかんぴんウォーク（1984年） - 寺坂一志
- WASABI（2001年）
- スパイ・ゾルゲ（2003年） - 日光の通訳
- 陰獣（2008年） - 泡瀬
- The Grudge

### テレビドラマ
- 特別機動捜査隊 第514話「その夜の女」（1971年） - 並川
- 仮面ライダー 第49話「人喰い怪人イソギンチャック」（1972年） - 警察官
- 夜明けの刑事 第51話「夫が誰かに殺される!」（1975年）
- 大都会 闘いの日々 第9話「解散」（1976年）
- 太陽にほえろ!
  - 第206話「刑事の妻が死んだ日」（1976年） - 曽根の共犯
  - 第307話「反転」（1978年） - 香山靖彦
  - 第326話「捜査」（1978年） - 吉本雅史
  - 第360話「ボンは泣かない」（1979年） - 河内
- 特捜最前線
  - 第143話「殺人伝言板・それぞれのクリスマス!」（1979年）
  - 第217話「深夜の密告ファクシミリ!」（1981年）
- 生徒諸君!（1980年）- 相原先生
- ザ・ハングマン 第27話「人質は糖尿病 救急ネズミ作戦」（1981年） - 警視庁刑事
- 天国の樹（2006年）
- LIAR GAME（2007年） - 神崎正
- リアル・クローズ 第4話「独りはイヤ! 結婚する」（2009年） - 山内一義
- 人間の証明